# Заточка (фильм, 2009)
«Заточка» (англ. Shank) — британская драма 2009 года режиссёра Саймона Пирса о проблемах гомосексуальности и насилия в молодёжной среде.

## Сюжет
18-летний парень по имени Кэл, член молодёжной банды, в своей пустой жизни ничего не знает, кроме наркотиков, секса и насилия по отношению к беззащитным прохожим. У него есть маленькая тайна, которую нужно тщательно скрывать от других членов банды — он скрытый гей и ему нравятся мужчины. Парень тайно влюблён в Джонно, молодого и привлекательного члена группировки, который, как выясняется по ходу фильма, также неравнодушен к Кэлу. Но ни о каком открытом признании своей гомосексуальности не может быть и речи: в банде в чести культ гомофобии, да и прохожие подвергаются насилию только за то, что выглядят «как педики». Жертвой очередного нападения становится студент из Франции по имени Оливье.
События разворачиваются так, что Кэла начинают преследовать его бывшие «товарищи-бандиты», и он находит пристанище и укрытие в доме Оливье. Между парнями начинаются романтические отношения, перерастающие в любовь. Скотт, учитель Оливье, который сам однажды подвергся насилию со стороны Кэла, пытается предупредить Оливье, что такие отношения не доведут до добра.
Нэсса, неформальный лидер банды, подстрекает Джонно к расправе над парнями. Кэл и Оливье становятся жертвами насилия, пережить которое им помогает любовь. В конце фильма они, взявшись за руки, садятся в поезд. Кэл выбрасывает свой мобильный телефон — последнее, что его связывало с прежней жизнью.

## В ролях
- Уэйн Вирго — Кэл
- Марк Лорен — Оливье
- Том Ботт — Джонно
- Гарри Саммерс — Скотт
- Алиса Пэйн — Нэсса

## Критика
Картина получила 60-ти процентный «свежий» рейтинг критиков на сайте Rotten Tomatoes.

## Награды
Фильм был удостоен следующих наград:
- Приз зрительских симпатий на Международном кинофестивале геев и лесбиянок в Барселоне, 2009 год
- Приз в номинации «Новые таланты в Квир кинематографе» на Кинофестивале геев и лесбиянок в Майами, 2009 год